# Mannheim Steamroller
Mannheim Steamroller is een klassiek crossover-project van de Amerikaanse muzikant Chip Davis (geboren op 15 november 1947 als Louis Davis). Vanaf het midden van de jaren 1980 was hij zeer succesvol met zijn klassieke muziek in moderne bezettingen, vooral met kerstalbums. Hij heeft alleen al in de Verenigde Staten meer dan 28 miljoen albums verkocht. De zelfaanduiding is een klassieke rockgroep uit de 18e eeuw.

## Geschiedenis
Chip Davis groeide op in Ohio. Zijn vader was muziekleraar op een middelbare school en zijn moeder was tromboniste. Hij begon op vierjarige leeftijd met pianolessen en zong later in het jeugdkoor en speelde fagot in het University of Michigan Harmony Orchestra. Na zijn afstuderen in 1969, toerde hij vijf jaar met het Norman Luboff Choir, een cross-overkoor wiens repertoire varieerde van pop tot klassiek. Dit werd gevolgd door een periode waarin hij muziek doceerde in zijn geboorteplaats Sylvania voordat hij een baan aannam als dirigent en het arrangeren van een uitvoering van de musical Hair in Omaha. Daarna werkte hij als commercieel muzikant en in het midden van de jaren 1970 creëerde hij ook het personage C.W. McCall samen met countryzanger Bill Fries.
Toen dit project succesvol van start ging, ging hij met pensioen en richtte hij zich op zijn liefde voor poparrangementen van klassieke muziek. Met synthesizer en basgitaar instrumenteerde hij zelfgeschreven klassieke stukken en produceerde het album Fresh Aire. Toen hij geen label kon vinden, richtte hij in 1974 zijn eigen bedrijf op en bracht het album op de markt onder het pseudoniem Mannheim Steamroller. De naam is een ironische mengeling van twee termen: de Mannheim-wals, een Duitse muziektechniek uit de 18e eeuw en stoomwals. Eerst wendde hij zich tot de handel, die de muziek kon gebruiken om de kwaliteit van zijn stereosystemen te demonstreren en vond daarmee een publiek van muziekliefhebbers. Na het aanvankelijke succes produceerde hij om de twee jaar verdere albums in de Fresh Aire-reeks, maar vond slechts een beperkte groep geïnteresseerden.
De doorbraak kwam in 1984 met zijn versie van het kerstlied Deck the Halls. Het werd een hit in de Adult-Contemporary hitlijsten en het bijbehorende album Mannheim Steamroller Christmas bereikte de officiële albumhitlijsten op nummer 110. Het werd een klassieker, die tot 1990 regelmatig terugkeerde naar het einde van het jaar en altijd voor twee decennia opnieuw de topposities bezette in de kersthitlijsten. In 1988 werd het voor het eerst gecertificeerd met goud voor de verkopen. In 2004 bereikte het 6x platina voor 6 miljoen verkochte exemplaren.
Twee jaar na de doorbraak haalde een album uit de Fresh Aire-reeks voor het eerst in de hitparade. Het jaar daarop volgde Classical Gas, een samenwerking met Mason Williams, die eind jaren 1960 een hit had met het gelijknamige instrumentale nummer. Beide albums waren gecertificeerd met goud. Davis bracht in 1988 het tweede kerstalbum A Fresh Aire Christmas uit, dat het succes van het album uit 1984 herhaalde. Het werd ook 6x platina en bereikte zelfs nummer 36 in de officiële hitlijsten, in de kersthitlijsten bezetten beide albums de eerste twee plaatsen in 1988. In 1990 werden Yellowstone: The Music of Nature uitgebracht, een benefietalbum dat een half miljoen dollar opbracht voor Yellowstone National Park en Fresh Aire 7. Beide albums kwamen in de hitlijsten en werden goud.
Chip Davis begon in het begin van de jaren 1990 onder zijn eigen naam uit te brengen, maar het duurde tot 1995 voordat hij opnieuw een grote hit had met het Steamroller-kerstalbum Christmas in the Aire. Alleen al in de aanloop naar Kerstmis dit jaar werden er 3 miljoen exemplaren van verkocht en piekte op nummer 3 in de Billboard 200. Het jaar daarop had hij zijn enige hit onder zijn echte naam met Holiday Music. Als Mannheim Steamroller waren er in de daaropvolgende jaren nog twee publicaties, het livealbum Christmas Live en The Christmas Angel - A Family Story, waarbij Olivia Newton-John en Chip Davis tussen de muziekstukken een kerstverhaal van Mark Valenti voorlazen. Van beide albums werden meer dan een miljoen exemplaren verkocht en plaatsten zich in de top 40.
In de jaren 2000 volgden om de drie jaar meer kerstalbums met ononderbroken succes. In 2001 bereikte Christmas Extraordinaire de 5e plaats en driemaal platina. In 2004 volgde Christmas Celebration op nummer 19 en in 2007 Christmas Song weer op nummer 5, van beide albums werden een miljoen exemplaren verkocht. In 2009 behaalde een compilatie van nummers ter gelegenheid van de 25ste verjaardag van de eerste kersthit opnieuw de gouden status. Ondanks de voortdurende plaatsing in de hitlijst was het succes van het Mannheim Steamroller-concept afgenomen en bleef de verkoop in de jaren 2010 dalen.

## Onderscheidingen
| Gouden Plaat - CAN - 1989: voor het album Christmas Record - USA - 1989: voor het album Fresh Aire I - 1990: voor het album Fresh Aire III - 1991: voor het album Fresh Aire V - 1991: voor het album Classical Gas - 1992: voor het album Fresh Aire II - 1993: voor het album Fresh Aire IV - 1993: voor het album Fresh Aire VI - 1994: voor het album Fresh Aire VII - 1994: voor het album Yellowstone: The Music Of Nature - 2004: voor het videoalbum Mannheim Steamroller Music DVD Collection - 2004: voor het videoalbum Christmas Live - 2004: voor het album Christmas Collection - 2010: voor het album Christmas – 25th Anniversary Collection | Platina Plaat - USA - 1999: voor het album The Christmas Angel: A Family Story - 2000: voor het album Christmas Live - 2005: voor het album Christmas Celebration - 2007: voor het album Christmas Song 3 × Platina Plaat - USA - 2004: voor het album Christmas Extraordinaire 4 × Platina Plaat - USA - 1997: voor het album Christmas in the Aire 6 × Platina Plaat - USA - 2004: voor het album Mannheim Steamroller Christmas - 2004: voor het album A Fresh Aire Christmas |

## Discografie

### DeFresh-Aire-serie
- 1975: Fresh Aire
- 1977: Fresh Aire II
- 1979: Fresh Aire III
- 1981: Fresh Aire IV
- 1983: Fresh Aire V
- 1986: Fresh Aire VI
- 1991: Fresh Aire VII
- 2000: Fresh Aire VIII

### Kerstalbums
- 1984:	Mannheim Steamroller Christmas
- 1988:	A Fresh Aire Christmas
- 1991: Classical Gas
- 1994: Yellowstone: The Music Of Nature
- 1995:	Christmas in the Aire
- 1997:	Mannheim Steamroller Christmas Live
- 1998:	The Christmas Angel: A Family Story
- 2001:	Christmas Extraordinaire
- 2004:	Christmas Celebration
- 2004: Christmas Collection
- 2007:	Christmas Song
- 2009:	Christmas – 25th Anniversary Collection
- 2013:	Christmas Symphony II (met leden van het Czech Philharmonic Orchestra)
- 2014:	30 / 40
- 2015:	Live

### Video-albums
- 1997: Christmas Live
- 2004: Mannheim Steamroller Music DVD Collection